# Feldkapelle an der Babenhauser Straße (Winterrieden)

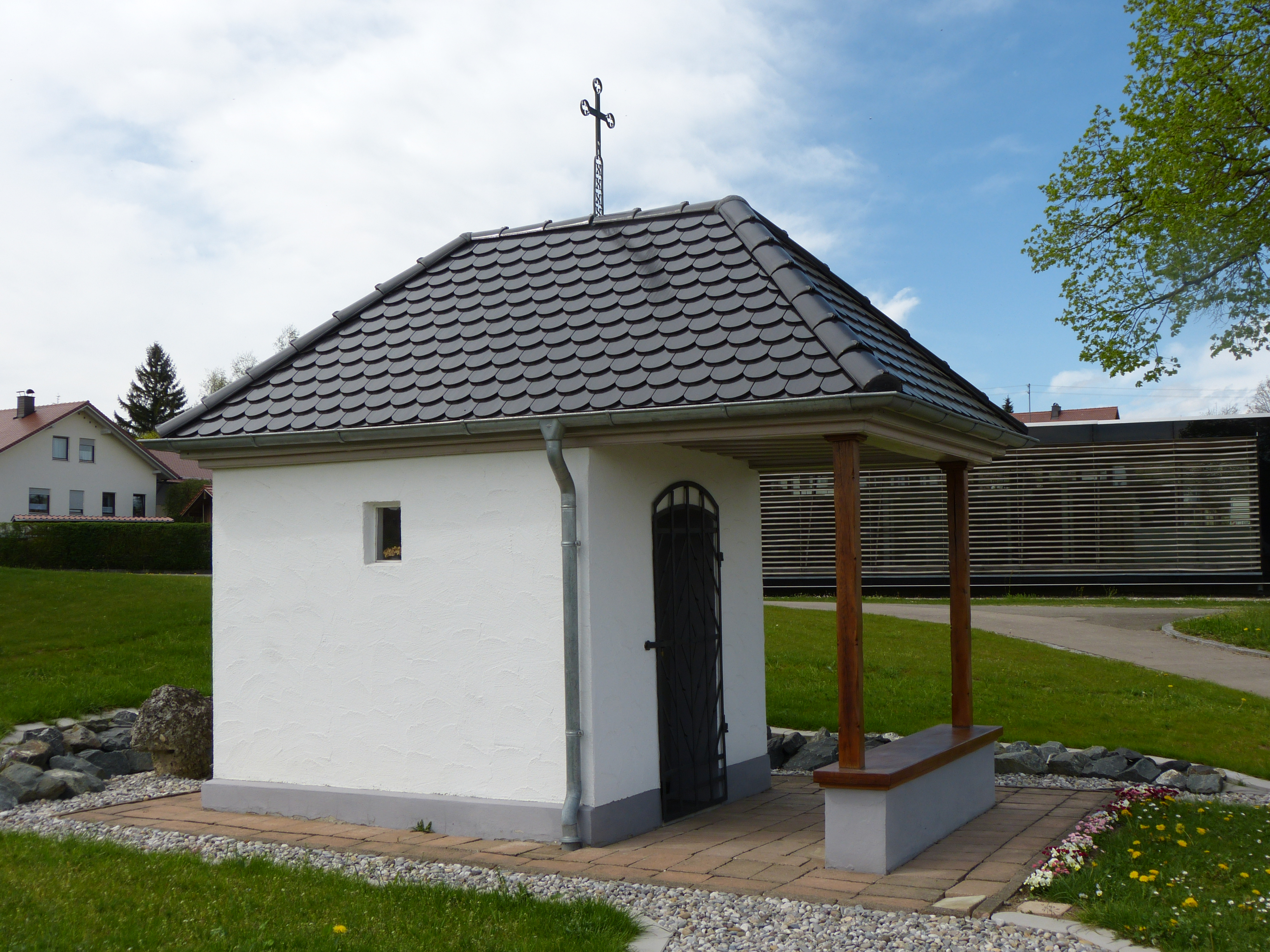
Feldkapelle, Babenhauser Straße in Winterrieden

Die Feldkapelle in Winterrieden, einer Gemeinde im Landkreis Unterallgäu in Bayern, wurde am Ostende des Ortes an der Straße nach Babenhausen errichtet. 

## Geschichte
Das denkmalgeschützte Gebäude entstand im 18. oder 19. Jahrhundert auf einem nahezu quadratischen Grundriss.

## Beschreibung
Innen besitzt es eine Flachdecke und vorspringende Wandverstärkungen in den Ecken. Der Zugang zur Kapelle erfolgt durch eine Stichbogentür von östlicher Richtung. Die Vorhalle ist neueren Datums und ruht auf zwei Holzstützen. Das Walmdach der Kapelle schließt dabei das Gebäude, wie auch die Vorhalle mit ein.
Im Inneren befindet sich eine etwas überlebensgroße Figur eines Kerkerheilandes an der Geißelsäule. Die Figur mit einer Wunde an der linken Schulter stammt aus dem zweiten Viertel des 18. Jahrhunderts. Des Weiteren befindet sich ein Votivbild mit der Inschrift Maria hat geholfen in der Kapelle. Dieses zeigt eine kniende und betende Frau vor einer Lourdesgrotte mit Maria.

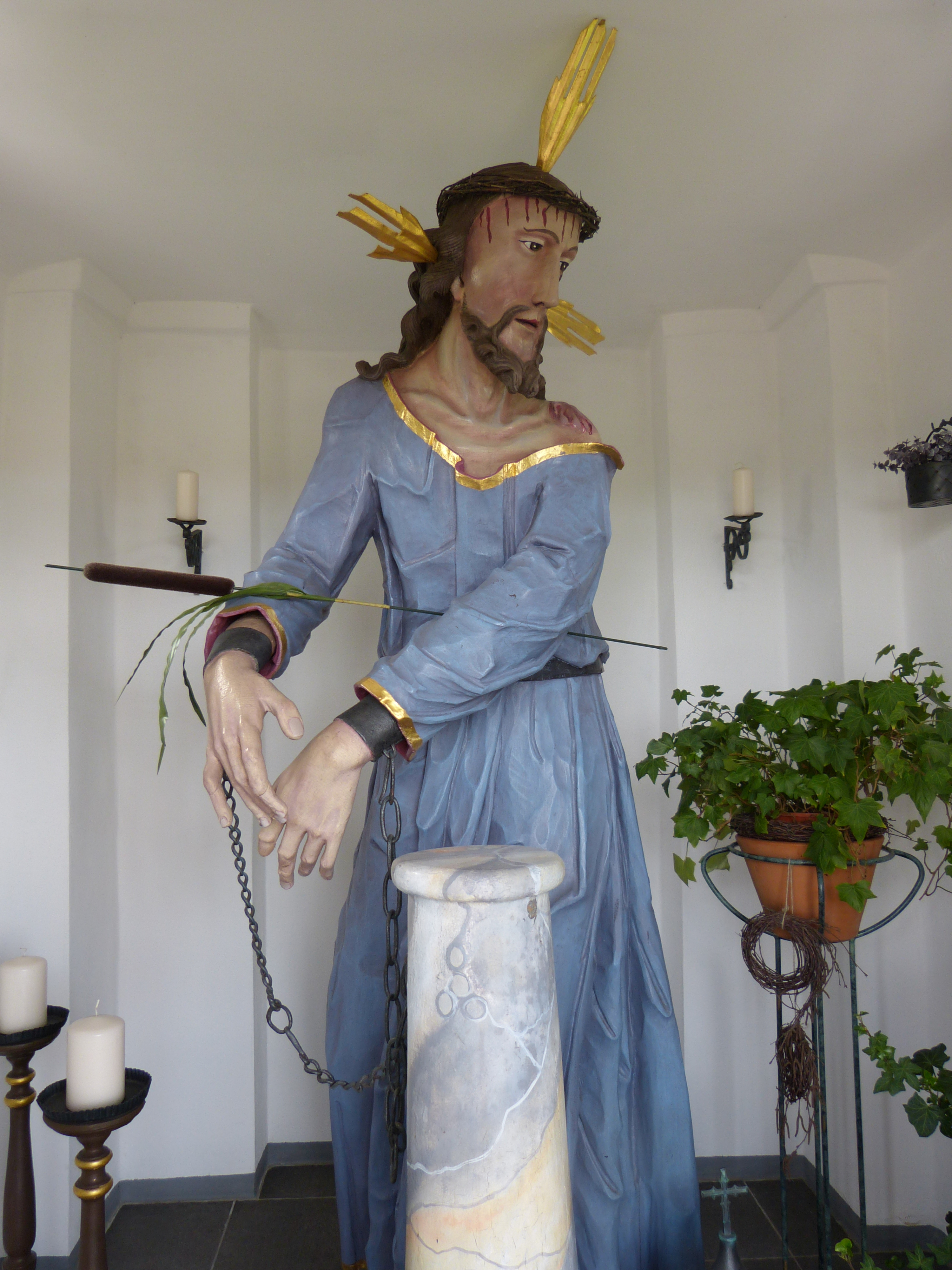
Kerkerheiland, 18. Jahrhundert
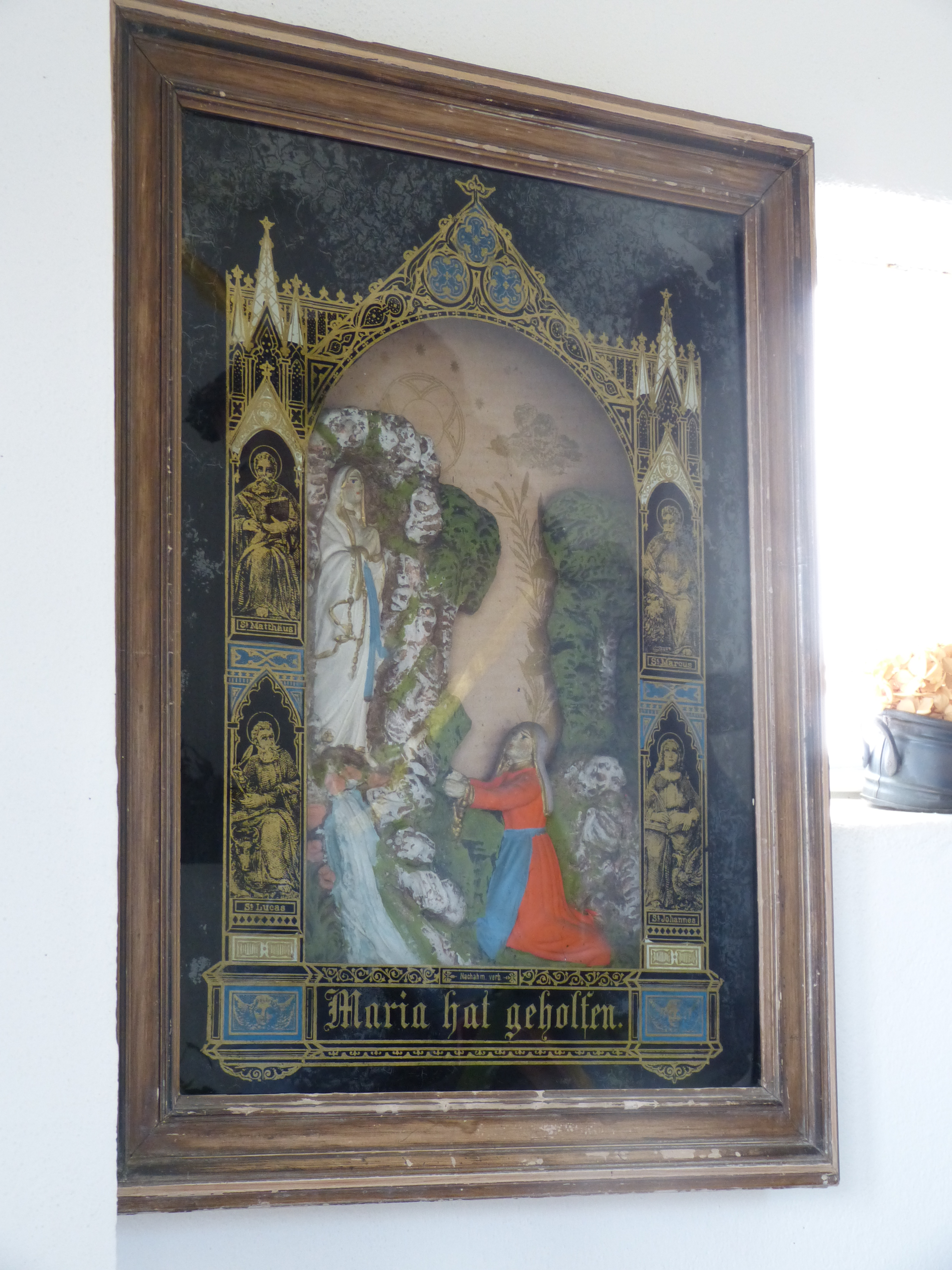
Votivbild